# ان هپتون کالوی
ان هپتون کالوی (انگلیسی: Ann Hampton Callaway؛ زادهٔ ۳۰ مهٔ ۱۹۵۸) خواننده، ترانه‌سرا و بازیگر اهل ایالات متحده آمریکا است. وی از سال ۱۹۹۱ میلادی تا کنون مشغول فعالیت بوده‌است.